# Kościół św. Jana Chrzciciela w Przemęcie
Kościół Świętego Jana Chrzciciela – rzymskokatolicki kościół parafialny w Przemęcie, w gminie Przemęt, w powiecie wolsztyńskim, w województwie wielkopolskim. Należy do dekanatu przemęckiego archidiecezji poznańskiej.

## Historia i architektura
Jest to trzynawowa bazylika posiadająca transept i dwie wieże znajdujące się w fasadzie. Prezbiterium, nawę główną i ramiona transeptu nakrywają sklepienia kolebkowe z lunetami, nawy boczne nakrywają sklepienia krzyżowe, natomiast skrzyżowanie nawy głównej z transeptem nakrywa sklepienie żaglaste. We wnętrzu znajduje się dekoracja stiukowa z końca XVII wieku. Z tego samego czasu pochodzi polichromia, która następnie została częściowo przemalowana w latach 1883-1886 i odrestaurowana w latach 1956–1957. Wyposażenie wnętrza powstało w końcu XVII wieku (przykładem są ołtarze, ambona) lub w 1. ćwierci XVIII wieku (przykładem są stalle, tron opata, konfesjonały, ławki). Z około 1430-40 roku pochodzi starszy element wyposażenia - jest to gotycka figura Matki Bożej z Dzieciątkiem.

## Organy
Organy zostały wybudowane w 1818 roku przez nieznanego budowniczego. Przebudowała je firma braci Walter w 1879 roku. W 2008 r. staraniem proboszcza, ks. Edmunda Magdziarza, zostały wyremontowane przez organmistrza Marka Cepkę z Popowa. Instrument posiada mechaniczną trakturę gry. 
Dyspozycja instrumentu:
| Manuał I                | Manuał II                 | Pedał                  |
| Hauptwerk               | Oberwerk                  | Pedale                 |
| ----------------------- | ------------------------- | ---------------------- |
| 1. Bordun 16 Fuß        | 1. Geigen-Principal 8 Fuß | 1. Violon 16 Fuß       |
| 2. Prinzipal 8 Fuß      | 2. Flaut major 8 Fuß      | 2. Principal 16 Fuß    |
| 3. Gemshorn 8 Fuß       | 3. Aeoline 8 Fuß          | 3. Subbass 16 Fuß      |
| 4. Hohlflaut 8 Fuß      | 4. Salicional 8 Fuß       | 4. Flautbass 8 Fuß     |
| 5. Viola di Gamba 8 Fuß | 5. Pordunalflöte 8 Fuß    | 5. Octavbass 8 Fuß     |
| 6. Octave 4 Fuß         | 6. Principal 4 Fuß        | 6. Quintbass 5 1/3 Fuß |
| 7. Hohlflaut 4 Fuß      | 7. Flaut minor 4 Fuß      | 7. Super Octav 4 Fuß   |
| 8. Quinte 2 2/3 Fuß     | 8. Octave 2 Fuß           | 8. Posaune 16 Fuß      |
| 9. Super Octav 2 Fuß    | 9. Mixtur 2 fach          |                        |
| 10. Cornett 3 fach      |                           |                        |
| 11. Mixtur 4-5 fach     |                           |                        |
| 12. Trompete 8 Fuß      |                           |                        |

## Galeria

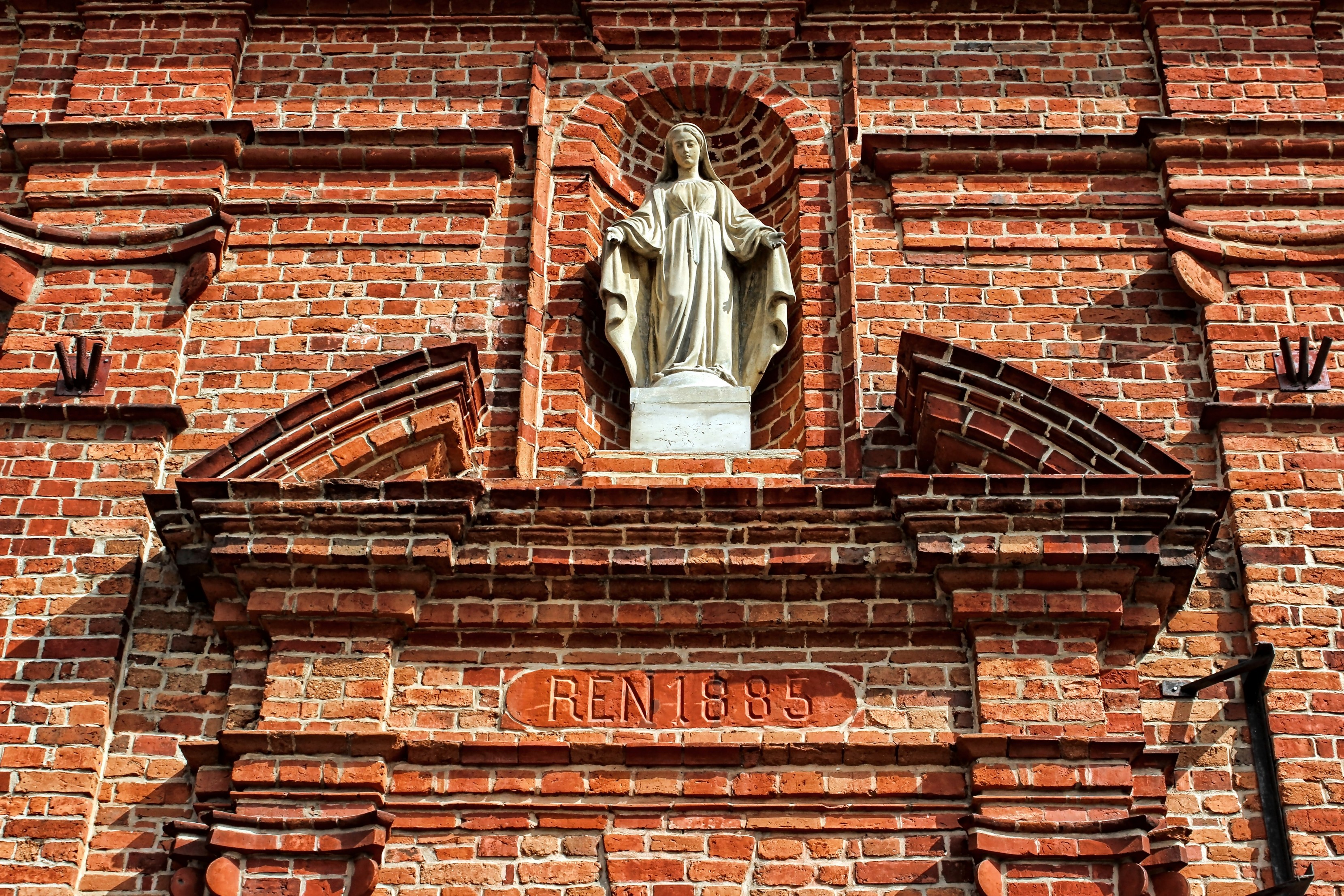
Figura nad wejściem do kościoła
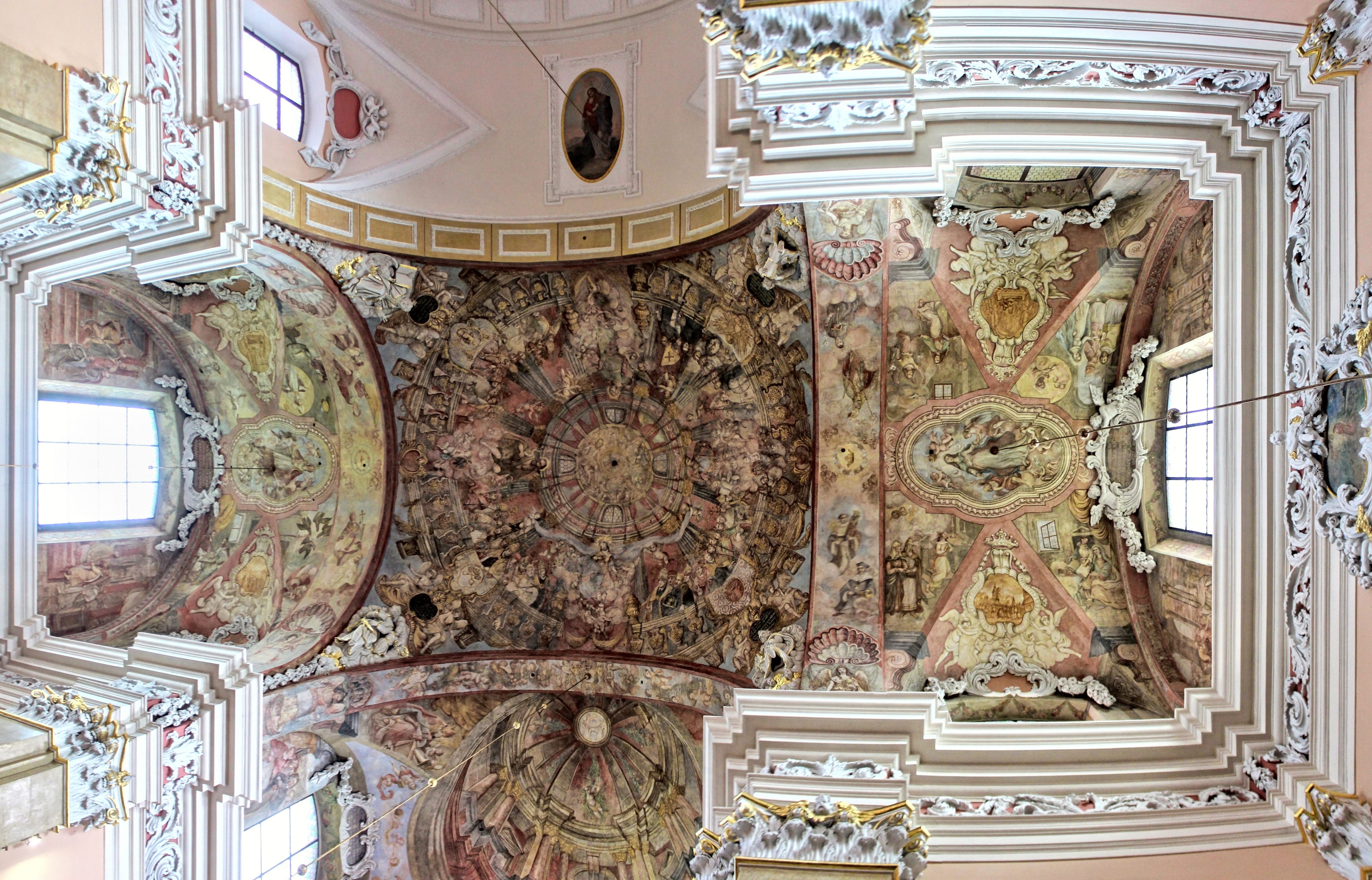
Sufit i freski
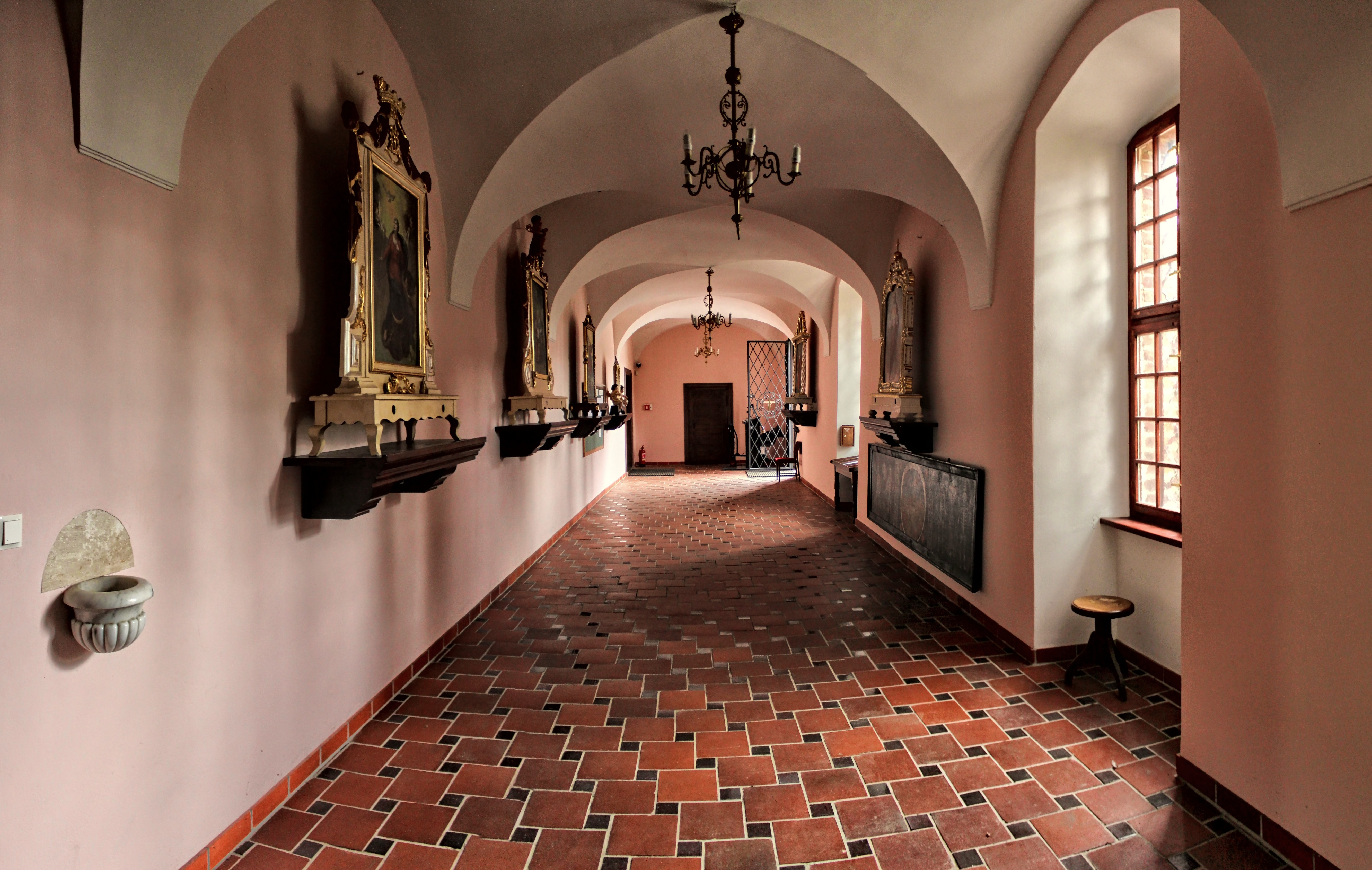
Korytarz
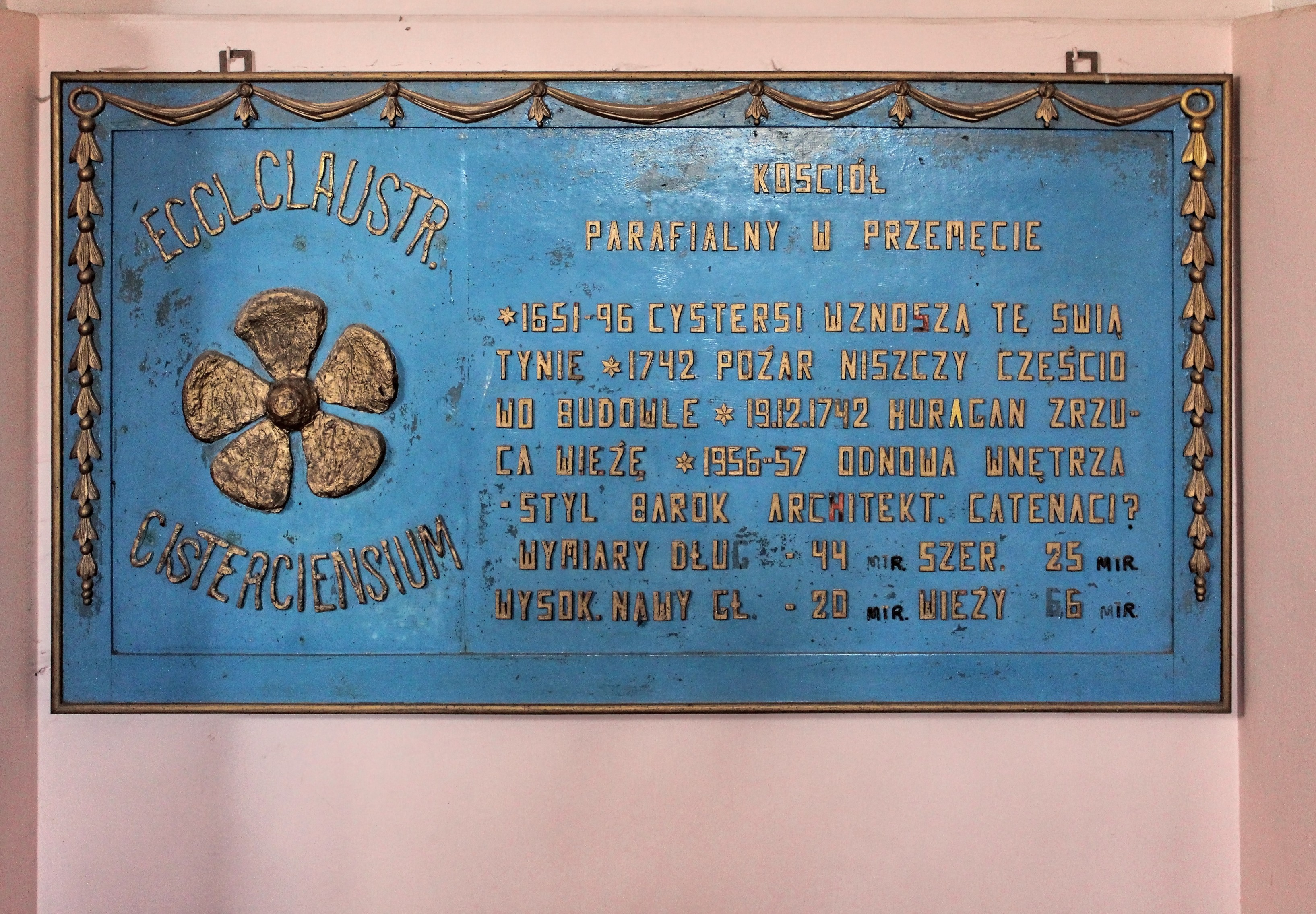
Tablica wewnątrz kościoła
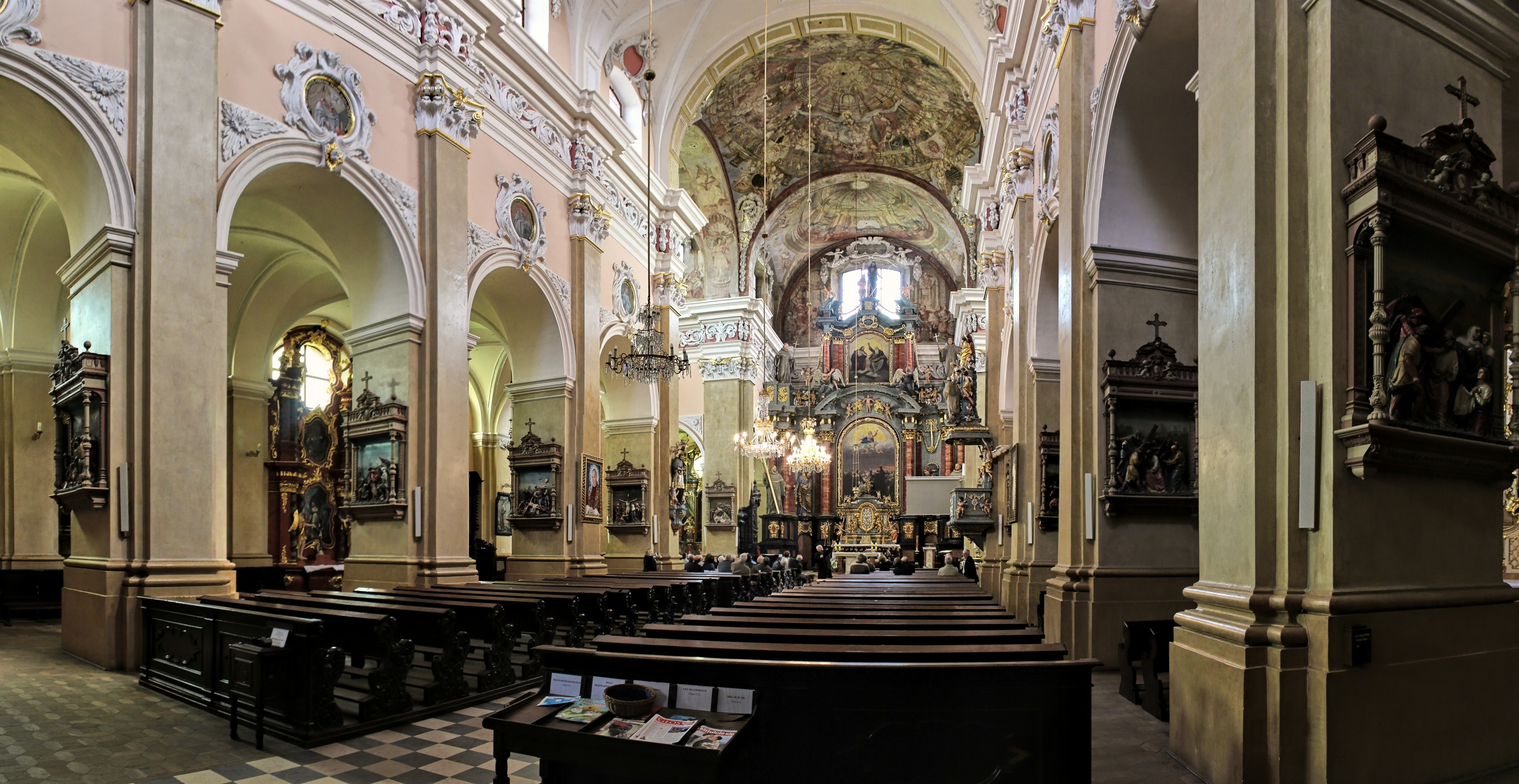
Wnętrze kościoła
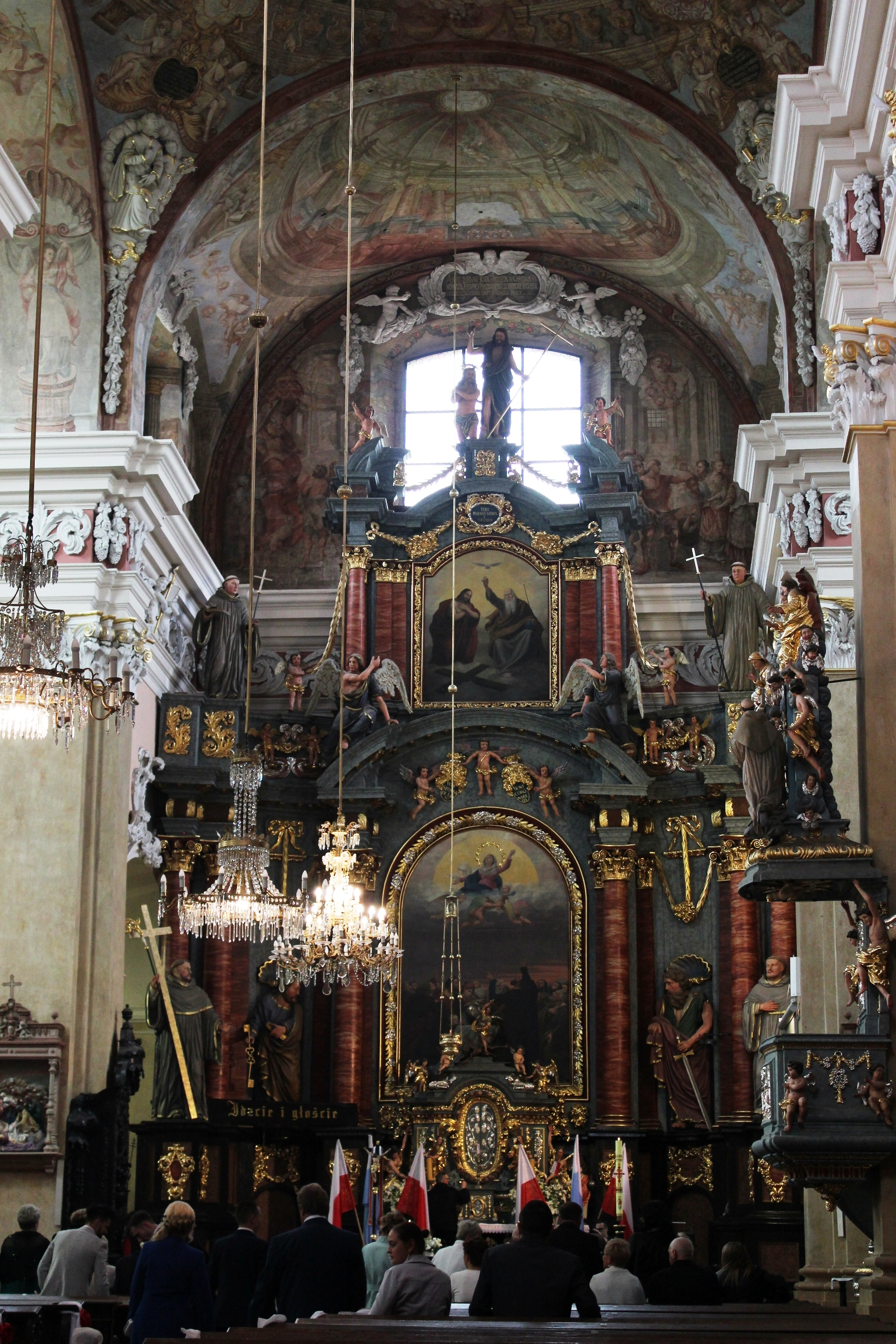
Ołtarz główny